# Sonnborner Straße (stanice visuté dráhy ve Wuppertalu)
Sonnborner Straße (německy Schwebebahn Sonnborner Straße) je stanice visuté dráhy ve Wuppertalu, která se nachází za konečnou stanicí Vohwinkel. Od stanice Hammerstein projíždí trať přes dálnici A46.

## Charakteristika
Stanice je nadzemní se dvěma bočními nástupišti. Byla otevřena 24. května 1901 a je postavena stejně jako stanice Bruch a Hammerstein, kdy stanice a trať je zavěšena na ocelových sloupech. Je obložena sklem, nástupiště je ze dřeva a plechu a nachází se nad ulicí mezi domy.